# Nebovidy (Praha)
Nebovidy je název zaniklé vsi na území dnešní Malé Strany v Praze.

## Poloha
Nebovidy se nacházely jižně od opevnění maltézského kláštera kolem původně románského kostela sv. Vavřince při hlavní cestě vedoucí dnešní Karmelitskou ulicí. U kostela sv. Jana Křtitele Na prádle na tuto silnici navazovala cesta k vltavskému brodu. Spolu s vesnicemi Újezd, Obora, Trávník a Rybáře patřily Nebovidy k nejstarším obcím na levém břehu Vltavy.
Kostel sv. Vavřince, který stál za domem čp. 390 v dnešní ulici Újezd, je zmiňován poprvé v roce 1298 jako místo, ve kterém se nalézá dvorec chotěšovských premonstrátů (ženského řádu) s klášterem magdalenitek při kostele sv. Maří Magdalény (dnes sídlo Českého muzea hudby).
Když se tento ženský řád v roce 1313 přestěhoval na Staré Město (do bývalého kláštera templářů) darovala Eliška Přemyslovna opuštěný klášter v Nebovidech dominikánkám, zvaným magdalenitky. Další ženský klášter – dominikánek u sv. Anny – byl v zadní části paláce Michnů z Vacínova (dnešního Tyršova domu). Severně odtud byl dvůr a mlýn náležející klášteru břevnovskému.
Nebovidy ve 14. století patřily převážně dvěma církevním institucím: zdejšímu klášteru sv. Anny a benediktinskému klášteru sv. Jiří na Pražském Hradě, který zde vytvořil tzv. postranní právo. Rozšířením Malé Strany Karlem IV. dostaly se v letech 1360–62 Nebovidy (s částí sousedního Újezda) do jejích hradeb. V roce 1420 vypálili Pražané kostel i klášter sv. Maří Magdalény. Berní rula uvádí v Nebovidech vlastněných svatojiřským klášterem k roku 1653 17 domů – „postranní právo nebovidské“ bylo v roce 1780 připojeno k Malé Straně. Z původních Nebovid se zachovalo jméno ulice Nebovidská, kostel sv. Vavřince (čp. 553) se zvonicí (čp. 396) a obvodové zdi kostela sv. Maří Magdalény v Karmelitské ulici (v budově čp. 387 – Tiskařské závody).